# ルームサービス

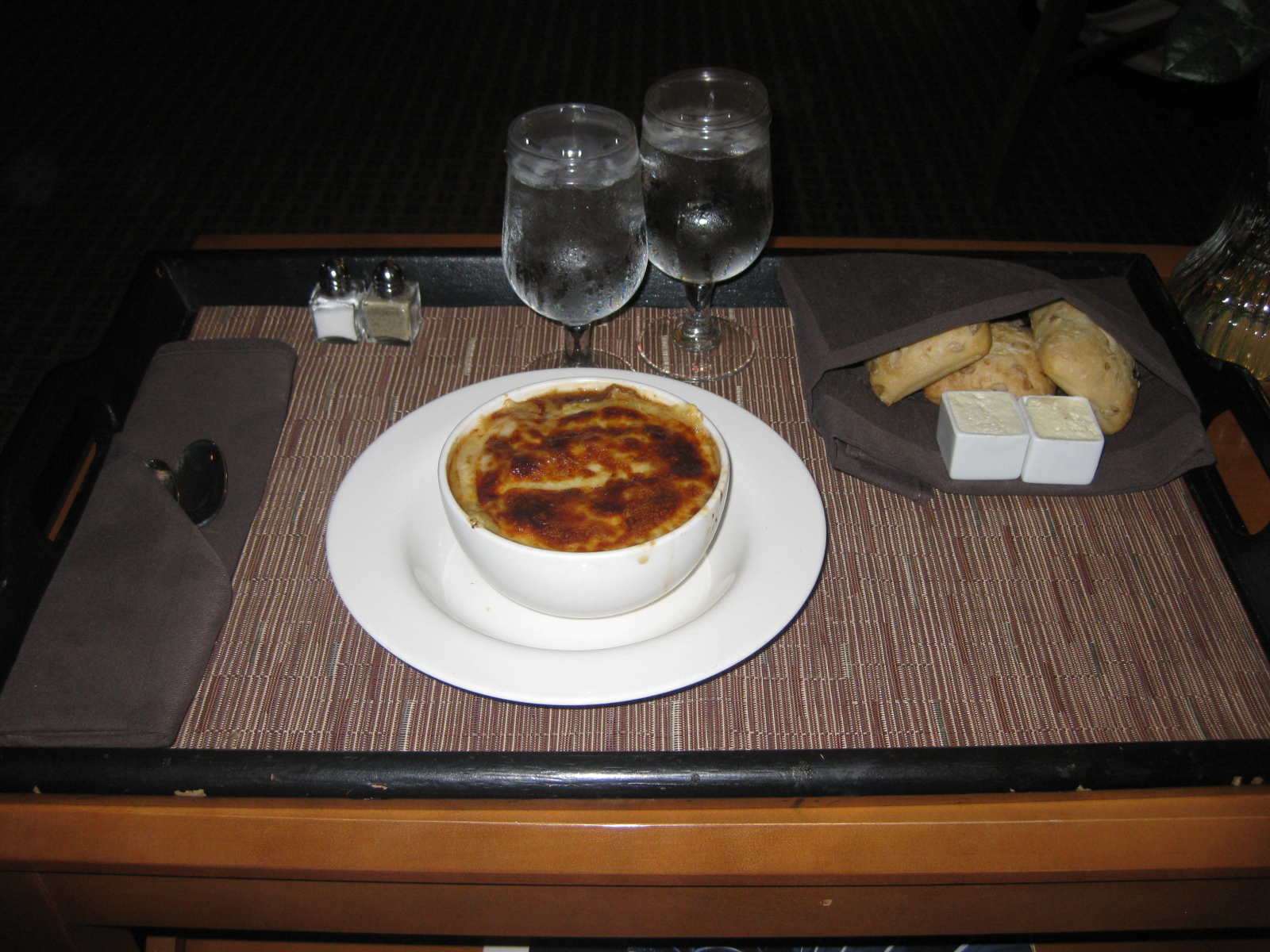
ルームサービス

ルームサービス (英語: room service) は、ホテルにおいて宿泊客の求めに応じ、客室で食事ができるように料理や飲み物などを客室へ運んで用意するサービス。インルームダイニング (in room dining) とも称され、一般的には、ホテル内の食堂などへ出向く場合よりも料金設定は高くなっている。ホテルの他にも、クルーズ客船で同様のサービスが提供されることがある。
近年、ロボット技術の進展により、これらのサービスを自律走行ロボットが行う例も増えている。

## 歴史
世界最初のルームサービスは、1930年代後半にニューヨークのウォルドルフ＝アストリアが始めたとされ、公の場である食堂で食事をとることを避けたい政治家や映画スターなどに利用されるようになった。1969年には、ウェスティンホテル＆リゾーツの前身であるウェスタン・インターナショナルが、24時間体制のルームサービスを提供し始め、以降、他の高級ホテルにも同様のサービスが広まった。
しかし、一方にはルームサービスを廃止してこれに代わる新たなサービスを導入する動きもあり、2013年には、ニューヨーク・ヒルトン・ミッドタウンがルームサービスを廃止し、カフェテリア形式の軽食の提供に代えたことが大きく報じられた。